# Michael van Alphen
Michael van Alphen (Schiedam, 6 april 1963) is een voormalig Nederlands voetballer. Hij stond in het Nederlandse betaalde voetbal onder contract bij SVV en speelde bij de amateurs van SFC in Schiedam.

## Loopbaan
Hij doorliep de jeugdopleiding van SVV. Begin 1982 werd hij op amateurbasis toegevoegd aan het eerste elftal. Als rechtsachter maakte hij zijn debuut op 31 januari 1982 in de thuiswedstrijd tegen Volendam.
Voor aanvang van het seizoen 1982/83 kreeg hij zijn eerste profcontract. Medio 1985 werd zijn verbintenis niet meer verlengd en ging hij voetballen bij de amateurs van SFC in de vierde klasse.

## Wedstrijdstatistieken
| Seizoen | Club   | Competitie     | wed. | goals |
| ------- | ------ | -------------- | ---- | ----- |
| 1981/82 | SVV    | Eerste divisie | 10   | 0     |
| 1982/83 | SVV    | Eerste divisie | 17   | 1     |
| 1983/84 | SVV    | Eerste divisie | 4    | 0     |
| 1984/85 | SVV    | Eerste divisie | 18   | 0     |
| Totaal  | Totaal | Totaal         | 49   | 1     |